# Piranguçu
Piranguçu é um município brasileiro do estado de Minas Gerais. Sua população segundo o censo de 2022 é de 6 041 habitantes. A área é de 203,619 km² e a densidade demográfica é de 29,67 habitantes por quilômetro quadrado.
Seus municípios limítrofes são Itajubá a norte e nordeste, Wenceslau Braz a sudeste, Campos do Jordão e São Bento do Sapucaí (ambos em São Paulo) a sul, Brasópolis a oeste e Piranguinho a noroeste.

## História
O primeiro povo conhecido a habitar o sul de Minas Gerais foi o povo puri, que viria a ser assimilado com o avanço da colonização de origem europeia na região ao longo dos séculos XVIII e XIX.
Por volta de 1834, estabeleceu-se, na região do atual município, Felizardo Ribeiro Cardoso. Nas terras herdadas de seu pai, entre o ribeirão Piranguçu, o ribeirão das Anhumas e o vale São Bernardo, ele dedicou-se à criação de gado e a várias culturas agrícolas, entre elas o fumo, que era a principal cultura do sul de Minas na época. Tudo, movido por mão de obra escrava. Aos poucos, mais posseiros foram chegando na região. Em 1838, foi construída a capela de Santo Antônio, no alto de um morro. No sopé desse morro, viria a crescer a cidade de Piranguçu. Em 1870, Piranguçu foi elevado a distrito de paz. Em 1871, foi elevado a freguesia, separando-se da paróquia de Itajubá. Em 1920, foi instalada a energia elétrica na cidade, fornecida pela usina Luís Dias, no rio Lourenço Velho. Em 1923, o topônimo da cidade foi alterado de "Santo Antônio do Piranguçu" para simplesmente "Piranguçu". Em 1963, a cidade se emancipou de Itajubá.

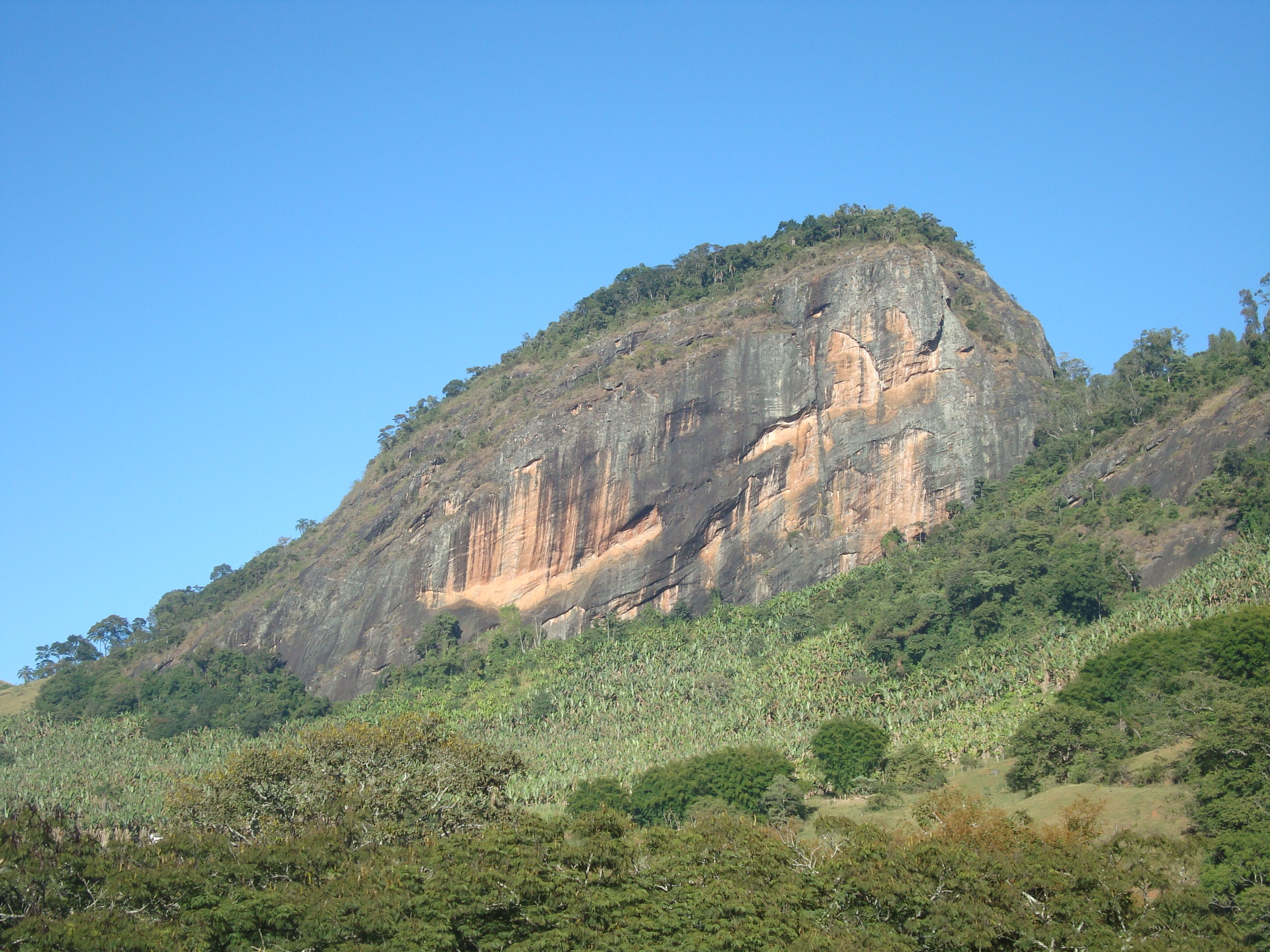
Pedra Vermelha, localizada na zona rural de Piranguçu.